# Angela Vinay
Angela Vinay (née à Pavie, le 9 juin 1922 et décédée à Montichiari, le 28 mai 1990) fut une bibliothécaire italienne. Elle a été l'instigatrice du Service bibliothécaire national.

## Début de carrière
Angela Pietra, épouse de Gustavo Vinay, commence en 1950 sa carrière de bibliothécaire à la bibliothèque universitaire de Pavie ; en 1956, elle change pour la bibliothèque nationale centrale de Rome où pendant 20 ans elle s'occupe de la restructuration du bureau de l'inventaire, des périodiques et de la gestion des magasins. En 1966, elle organise un centre de secours pour les livres endommagés par les inondations de Florence qui viennent d'être transportés de Florence à Rome. En 1968, elle devient directrice-adjointe de la bibliothèque et s'occupe de son transfert du collège romain des jésuites vers le quartier du Castro Pretorio. Elle s'occupe aussi du projet d'informatisation de la bibliothèque. En 1973, elle rejoint la direction de la bibliothèque universitaire alexandrine (en italien Biblioteca Universitaria Alessandrina) qui réorganise et améliore complètement la qualité des services au public.

## Direction de l'Institut central du catalogue unique
À partir du 1er juillet 1976, elle est nommée directrice de l'Institut central du catalogue unique des bibliothèques italiennes et des informations bibliographiques (en abrégé ICCU, en italien Istituto Centrale per il Catalogo Unico delle biblioteche italiane e per le informazioni bibliografiche) où elle a le projet de construire un système national des bibliothèques.
En collaboration avec les régions, elle lance le projet de recensement informatisé des éditions italiennes du XVIe siècle.
En 1978, elle a le projet d'informatiser les bibliothèques italiennes, en impliquant dans une commission nationale des bibliothécaires de plusieurs instituts italiens : parmi eux, Michel Boisset et Corrado Pettenati de l'Institut universitaire européen de Florence/Fiesole, Luigi Crocetti, de la région toscane, Susanna Peruginelli de la  bibliothèque nationale de Florence, Tommaso Giordano de la bibliothèque de la faculté de droit de Florence.
Elle présente le projet de Service bibliothécaire national au 30e congrès de l'association italienne des bibliothèques de 1982 qui reçoit l'approbation d'une partie de la communauté bibliothécaire. En mai 1984, elle promeut la signature par les régions d'un protocole d'accord pour le développement du Service bibliothécaire national, auquel adhère  aussi, en 1992, le Ministero dell'Università e della ricerca scientifica e tecnologica (Ministère de l'Enseignement supérieur et de la recherche scientifique et technologique). Elle cesse son activité auprès de l'ICCU en 1987.

## Association italienne des bibliothèques
Membre de l'association italienne des bibliothèques (AIB) depuis 1954, elle en est la secrétaire de 1957 à 1960 ; de 1974 à 1975, elle est vice-présidente de la section du Latium ; elle devient présidente nationale de mai 1975 à mai 1981. Depuis 1988, elle est membre honoraire. De 1982 à 1990, elle est directrice du bulletin d'informations.

## Publications
- Angela Vinay, « Note e valutazioni sulla realizzazione del Servizio bibliotecario nazionale, relazione presentata all'assemblea dei soci dell'Associazione italiana biblioteche tenuta a Ravenna il 5 giugno 1989 », ICCU, AIB, Angela Vinay e le biblioteche, scritti e testimonianze, Roma, ICCU-AIB, 2000, pp. 325–331.
- Angela Vinay, « Conclusioni », La cooperazione: il Servizio bibliotecario nazionale: atti del 30 congresso nazionale dell'Associazione italiana biblioteche, Giardini-Naxos, 21-24 novembre 1982, Messina: Università di Messina, Facoltà di lettere e filosofia, Centro studi umanistici, 1986, pp. 241–246.
- Angela Vinay, « Problemi di un sistema nazionale », Lo sviluppo dei sistemi bibliotecari, atti del convegno di Monza, 25-27 ottobre 1979 a cura di Massimo Belotti e Giuseppe Colombo, Milano, Mazzotta, 1980, pp 68–79.  (ISBN 88-202-0449-5)
- Angela Vinay, « Il sistema bibliotecario italiano e i programmi di cooperazione internazionale », Il Comune democratico, 33(1978), n. 10, pp. 41–44.
- Angela Vinay, Mario Piantoni, « Note illustrative al progetto di automazione della gestione e della ricerca documentaria presso la Biblioteca nazionale di Roma », AIB, Bollettino d'informazioni, 11(1971), N 1/2, PP. 136–150

Une liste complète de ses œuvres dans Daniela Gigli, « Bibliografia degli scritti di Angela Vinay », Angela Vinay e le biblioteche. Scritti e testimonianze, Roma, ICCU-AIB, 2000. pp. 23–32.